# Orectognathus nanus
Orectognathus nanus é uma espécie de formiga do gênero Orectognathus, pertencente à subfamília Myrmicinae.